# Harald Kräuter
Harald Kräuter (* 7. Juni 1970 in Klagenfurt am Wörthersee) ist ein österreichischer Medienmanager und Nachrichtentechniker. Kräuter ist seit 2022 Technischer Direktor des Österreichischen Rundfunks (ORF).

## Werdegang
Harald Kräuter wurde 1970 in der Kärntner Landeshauptstadt Klagenfurt geboren und absolvierte eine Ausbildung an einer Höheren Technischen Lehranstalt für Nachrichtentechnik und Elektronik. Anschließend an die Matura begann er an der Universität Wien ein Studium der Publizistik und Kommunikationswissenschaft sowie der Politikwissenschaft, wobei er letztlich im Jahr 2011 mit einer Arbeit zum Thema  Innovationsverhalten von öffentlich-rechtlichen und kommerziellen Fernsehanstalten auf dem Gebiet der Kommunikationswissenschaft dissertierte und zum Dr. phil. promoviert wurde.
Bereits ab 1990 begann er seine Karriere beim ORF, wobei er zunächst als Tonmeister im ORF-Funkhaus Wien arbeitete. 1999 übernahm er die technische Leitung des ORF-Landesstudios Niederösterreich, 2002 wurde er Leiter der Hauptabteilung Technisches Facility Management im ORF-Zentrum am Küniglberg in Wien. Im Jahr 2007 wurde Kräuter Leiter der Abteilung für Investitionsmanagement in der Technischen Direktion des ORF und leitete anschließend interimistisch die Technische Direktion als deren Vizedirektor bis zur Neubesetzung des Direktorenpostens, auf den er sich damals ebenfalls beworben hatte, im Jahr 2011.
Ab April 2012 leitete Harald Kräuter für ein Jahr das ORF-interne Effizienzsteigerungsprogramm Focus. Mit Jänner 2013 wurde er zum Geschäftsführer der ORF-Tochtergesellschaft Gebühren Info Service (GIS), der rundfunkgebühreneinhebenden Organisation des Österreichischen Rundfunks, bestellt. Schließlich wurde er mit Anfang 2022 nach der Wahl von Roland Weißmann zum ORF-Generaldirektor von diesem als Technischer Direktor vorgeschlagen und vom Stiftungsrat bestellt. Als Technischer Direktor ist er Teil des ORF-Managements unter der Leitung des Generaldirektors und Leiter der gesamten Technikdirektion des Österreichischen Rundfunks.